# Relationship Development Intervention
Als Relationship Development Intervention (kurz RDI) bezeichnet man eine Methode zur Behandlung von Autismus. Sie wurde von Steven Gutstein in den Jahren 2001 und 2002 entwickelt. Die Entwicklung von gesunden Kindern wird dabei als Modell herangezogen, um durch Förderung autistischer Kinder verpasste Entwicklungsschritte nachzuholen. Die Freude an gemeinsamen, geteilten Erlebnissen soll dabei im Vordergrund stehen, wobei angenommen wird, dass zwischenmenschliche Beziehungen motivierend wirken. Da autistische Kinder zu Beginn jedoch nicht die entsprechende Freude aus Beziehungen ziehen, wird versucht, das Ziel schrittweise zu erreichen.
Das RDI besteht aus 6 Schwierigkeitsstufen (Levels), die wiederum jeweils in 4 Schritte unterteilt sind:
- Level 1 (Novice): Hier soll das Kind lernen, den Erwachsenen in das Zentrum seiner Aufmerksamkeit zu stellen.
- Level 2 (Apprentice): Die Kinder sollen lernen Verantwortung für die gemeinsame Beziehungsgestaltung zu übernehmen und sollen Freude an Variationen in der Beziehung gewinnen.
- Level 3 (Challenger): Hier soll die Kontaktaufnahme zu Gleichaltrigen gefördert werden. Die Kinder sollen ein Wirgefühl entwickeln und erfahren, dass sie zusammen mehr erreichen können als alleine.
- Level 4 (Voyager): Ältere Kinder oder Adoleszente sollen lernen, dass es keine absoluten Wahrheiten gibt, sondern verschiedene Perspektiven gibt. Sie sollen lernen ihre Vorstellungskraft zu benutzen und erkennen, dass der persönliche Standpunkt ebenso wichtig ist, wie die objektiv wahrnehmbare Welt.
- Level 5 (Explorer): Die älteren Kinder oder Adoleszenten sollen Fähigkeiten zur Perspektivenübernahme und Empathie erlernen. Die innere und nicht direkt sichtbare Welt der Ideen, Interessen, Überzeugungen und emotionalen Reaktionen solle mehr an Bedeutung gewinnen.
- Level 6 (Partner): Es soll die Fähigkeit erworben werden, lebenslange Beziehungen einzugehen, die von Vertrauen und persönlicher Nähe geprägt sind.

## Wirksamkeitsstudien
Es gibt eine Wirksamkeitsstudie aus dem Jahr 2007, die die Wirksamkeit von RDI zwar belegen konnte, wobei es jedoch keine Wartekontrollgruppe gab.